# Verkiezingen voor het Europees Parlement 2014 in Luxemburg
De Europese Parlementsverkiezingen van 2014 vonden in Luxemburg plaats op 25 mei van dat jaar. De Luxemburgse stemgerechtigden stemden voor zes zetels in het Europees Parlement.
Aan de zetelverdeling veranderde niets. De Chrëschtlech Sozial Vollekspartei (CSV) bleef met 3 zetels de grootste partij.

## Uitslag
| Partij | Partij                                                                                   | %    | Zetels | Verandering |
|        | Christelijk-Sociale Volkspartij (Chrëschtlech Sozial Vollekspartei)                      | 37,6 | 3      | -           |
|        | De Groenen (Déi Gréng)                                                                   | 15,0 | 1      | -           |
|        | Democratische Partij (Demokratesch Partei)                                               | 14,7 | 1      | -           |
|        | Luxemburgse Socialistische Arbeiderspartij (Lëtzebuerger Sozialistesch Aarbechterpartei) | 11,7 | 1      | -           |
|        | Alternatieve Democratische Hervormingspartij (Alternativ Demokratesch Reformpartei)      | 7,5  | 0      | -           |
|        | Links (Déi Lénk)                                                                         | 5,7  | 0      | -           |
|        | Communistische Partij van Luxemburg (Kommunistesch Partei Lëtzebuerg)                    | 1,4  | 0      | -           |
| Totaal | Totaal                                                                                   |      | 6      |             |